# ماريا سورتي
ماريا سورتي (بالإسبانية: María Sorté)‏ (11 مايو 1955 -)؛ ولدت في كامارجو، ولاية شيواوا، المكسيك، وهي ممثلة ومغنية مكسيكية عرفت في منتصف 1970 بأعمالها في السينما والمسرح والتلفزيون. وقد ظهرت كممثلة أوبرا الصابون.

## السيرة الذاتية
ولدت ماريا سورتي في 11 مايو 1955 في كامارغو تشيهواهوا، المكسيك تحت اسم ماريا هارفوش هيدالغو(باللغة البرتغالية|María Harfuch Hidalgo) ، ابنة سيليا هيدالغو Celia Hidalgo وخوسيه هارفوش ستيفانو José Harfuch Stefano، من أصل عربي.
جاءت إلى مكسيكو سيتي لدراسة الطب، ولكن عند تقديم امتحان القبول إلى الجامعة، دخلت أيضا أكاديمية التمثيل أندريس سولير Andrés Soler، حيث بقيت للدراسة وكانت مغرمة بمهنة التمثيل.
كانت متزوجة من السياسي خافيير غارسيا بانياغوا، الذي كان رئيسا للحزب الثوري Partido Revolucionario Institucional في عام 1981. وكان للزوجين طفلان: عمر وأدريان. وكانت أرملة في عام 1998 بعد وفاة زوجها بسبب سكتة قلبية. لديها 6 أحفاد، ثلاثة من كل طفل.
بعد فترة من الأزمة العاطفية والاكتئاب، تحولت ماريا سورتي إلى المسيحية بمساعدة النائب السابق، روزي أوروزكو، الذي أصبح صديقتها بعد وفاة زوجها.

## أعمالها

### تلفزيون
- قلب كاذب (2016) .... Carmen Oceguera
- سامحك الله (2015) .... هيلينا فوينتس
- The Tempest (2013) .... Beatriz vda. بواسطة Reverte
- الحب الشجاع (2012) .... أماندا خيمينيز
- بحر الحب (2009-2010) ..... Aurora de Ruiz.
- حريق في الدم (2008) ..... إيفا رودريغيز
- محبة بلا حدود (2006 - 2007) ..... كليمنسيا هويرتا
- الحقيقة المخفية (2006) ..... يولاندا ري
- امرأة خشبية (2004) ..... Celia Gómez de Santibáñez
- الحب الحقيقي (2003) ..... روزورا
- بين الحب والكراهية (2002) ..... ماريا ماجدالينا
- حملت الخطيئة (2001) ..... Amparo Ibáñez
- امرأة جميلة (2001) ..... صن
- قدري هو أنت (2000) ..... أمبارو كالديرون
- DKDA Dreams of youth (1999-2000) ..... ريتا مارتينيز
- كارول عيد الميلاد (1999-2000) ..... ماريا إيريارت
- امتياز المحبة (1998-1999) ..... فيفيان ديل أنجيل
- سر أليخاندرا (1997-1998) ..... ماريا سولير / أليخاندرا موناستيريو
- ما وراء الجسر (1993-1994) ..... أليسيا رافائيلا ساندوفال جاتيكا
- مواجهة الشمس (1992) ..... أليسيا رافائيلا ساندوفال جاتيكا
- مهجور (1985) ..... دانييلا
- العرافة (1983-1984) ..... باتريشيا لارا
- للحب (1981) ..... بيت لحم
- Colorina (1980) ..... ميرتا
- العشق الممنوع (1979-1980)
- بالوما (1975) .... أنيتا
- عالم الألعاب (1974-1977)

### سينما
- سنوات الزواج (2013)
- مرحبا كونتري مان (2006)
- ملاك للعفاريت (1993)
- ابن الريح (1986)
- رجل الماندولين (1985)
- الكناس (1981)
- مع الجسم المستعير (1980)
- العهد (1980)
- الهندي لا يقع اللوم (1977)
- المنطقة الحمراء (المعروفة أيضًا باسم المنطقة الحمراء) (1976)
- الفائزون (دراما) (1978)

### مسرح
- Las arpías
- El caballo
- Antonia
- La muchacha sin retorno
- Amadeus
- Nosotras que nos queremos tanto

### ألبومات
- Siempre tuya (2000)
- Me muero por estar contigo (1995)
- De telenovela (1995)
- Grandes éxitos de telenovela (1994)
- Vuelve otra vez (1993)
- Más que loca (1992)
- Te voy a hacer feliz (1990)
- Pensando en ti (1989)؛[5]
- Conquístame (1987)
- Yo quiero ser siempre tuya (1986)
- Espérame una noche (1984)

### مسلسلات
- El albergue (2012) .... Esperancita
- Mujeres asesinas (2009) .... María, pescadera (María González )
- Tiempo final 3 (2009)
- La Hora Pico (2005) .... Invitada
- El Show de Eduardo II (1978) .... Personajes Varios

## الجوائز والترشيحات

### جوائز Premios TVyNovelas
| السنة  | الفئة                      | العمل                | النتيجة  |
| ------ | -------------------------- | -------------------- | -------- |
| 2017   | Mejor actriz de reparto]]  | Corazón que miente   | Nominada |
| 2011]] | Mejor primera actriz       | Mar de amor          | لم يفز   |
| 2007]] | Mejor primera actriz]]     | Amar sin límites     | لم يفز   |
| 2002   | Mejor actriz co-estelar    | Sin pecado concebido | لم يفز   |
| 1993]] | Mejor actriz protagónica   | De frente al sol     | فوز      |
| 1990   | Mejor actriz protagónica]] | Mi segunda madre     | فوز      |

## جوائز Premios INTE
| السنة | الفئة             | العمل المرشح            | النتيجة  |
| ----- | ----------------- | ----------------------- | -------- |
| 2003  | Actriz de Reparto | Entre el amor y el odio | Nominada |

## وصلات خارجية
- ماريا سورتي على موقع IMDb (الإنجليزية)
- ماريا سورتي على موقع ألو سيني (الفرنسية)
- ماريا سورتي على موقع أول موفي (الإنجليزية)
- ماريا سورتي على موقع قاعدة بيانات الفيلم (الإنجليزية)
- ماريا سورتي على موقع كينوبويسك (الروسية)